# تپه کرجا
تپه کرجا مربوط به دوره اشکانیان است و در شهرستان ساوه، بخش نوبران، دهستان کوهپایه، روستای خلیفه کندی واقع شده و این اثر در تاریخ ۲۶ اسفند ۱۳۸۶ با شمارهٔ ثبت ۲۲۰۵۸ به‌عنوان یکی از آثار ملی ایران به ثبت رسیده است.